# 马其顿方阵

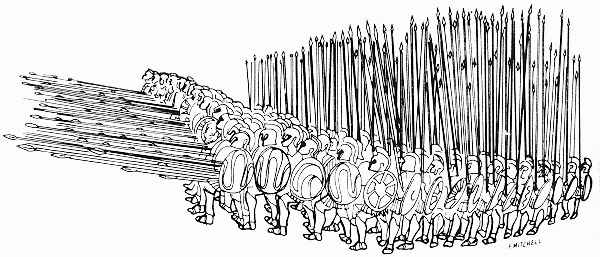
馬其頓密集方陣

马其顿方阵是由馬其頓國王腓力二世（前359年－前336年），所創的军队方阵阵型，以16乘16共256名手持長矛及盾牌的步兵所構成的正方形陣形。

## 編成
馬其頓密集方陣由馬其頓國王腓力二世所創，其方陣兵手持約六米長的薩里沙長矛，比當時希臘重裝步兵的長槍足足長了一倍，其尾部裝有銅錘使重心後移保持平衡，整支薩里沙長矛約重八公斤，需要雙手握持，盾牌直徑只有60公分，並用皮帶掛在脖子上，把盾牌固定在左手上手臂處。馬其頓方陣步兵還配有小短劍以供近戰輔助用。
方陣作戰時排成很長的橫隊，縱深16人，士兵與士兵之間有著較大的間隔，方陣前頭4至6排士兵的矛頭對準前方，後面各排士兵把矛架在前方士兵的肩膀上使長矛傾斜，亦有把薩里沙長矛垂直於地面，各不相同。每個縱列的排頭三人和末尾一人屬於關鍵位置，因而選用驍勇而技術高強的士兵。作戰時，整個方陣常常以堅固的密集隊形跑步向前推進，就像一把攻城錘猛烈衝擊敵人的隊伍。

## 優缺點
在腓力二世和亞歷山大時期，馬其頓部隊屬常備軍，訓練上較為充足且變換陣型快速，其方陣正面攻勢銳利可說是無敵，當敵人面對马其顿方阵時，它可能要同時對付4~5支薩里沙長矛，而且這種多重長矛無論是在數量或是密集程度上，都能讓面對它的普通敵人如同面對龐大的荊棘一般被震懾住。
但為了保持陣型完整，再加上薩里沙長矛特別的長，以致於戰鬥時無法迅速改變方向，使側面相當脆弱，加上裝備厚重機動力較差，且不適合在破碎地形上展開。若馬其頓方陣被敵人突破或陣型被破壞，方陣兵只能靠沒什麼作用的小短劍護身。馬其頓方陣亦無法有效抵擋投射武器攻擊。通常方陣需要依些輔助兵種來保護側翼，如騎兵等。

## 錘砧戰術
馬其頓密集方陣必須和騎兵緊密配合，單純依靠方陣是不容易取勝的，馬其頓人在作戰時會把方陣排成斜線陣，斜面向外，以其可以重點突破。在戰場上，馬其頓密集方陣不是突破部隊，它的功能主要是吸住敵人壓住陣腳，像一塊砧板，而搥打的角色由馬其頓重裝騎兵扮演。方陣為砧，騎兵為錘。即方陣正面擠壓對方陣地，騎兵側翼包抄，然後前後夾擊，形同錘砧，將夾在中間的敵軍粉碎。此种战术也被称为錘砧戰術。

## 战例
该战术最经典的应用当為高加米拉戰役。

## 衰敗
在亞歷山大死後，馬其頓式方陣在繼業者戰爭和希臘化時代中仍舊作為戰鬥隊形出現於戰場之上，但腓力和亞歷山大創造出來的諸多多兵種協同戰術卻沒能得到繼續發展，反而越來越依賴方陣本身的推進力量。方陣裝備變得更為沉重、長矛比亞歷山大時期還長，使方陣機動能力進一步退化，加上對步兵的訓練也不夠精實，方陣再也無法展現腓力二世和亞歷山大時期靈活的陣形變換。而本該掩護方陣側翼的騎兵數量比例下降，素質也弱化，且騎兵不再是突破打擊的主要力量。後來，馬其頓王國和他們的方陣在之後幾場與羅馬共和國的戰爭中敗給罗马军团，並在彼得那戰役被羅馬軍團的作戰靈活性徹底戰勝，方阵因此退出歷史舞台。

## 外部連結
- 关于罗马三列阵与马其顿方阵研究
- 拐子马阵法 （页面存档备份，存于）
- 高加米拉战役 （页面存档备份，存于）

## 参照
- 夥友騎兵
- 陣法